# Miwako Motoyoshi
Miwako Motoyoshi (Japans: 元好 三和子, Motoyoshi Miwako) (Osaka, 21 december 1960) is een Japanse synchroonzwemster met twee bronzen Olympische medailles en een bronzen medaille op het WK.

## Levensloop
Motoyoshi begon op twaalfjarige leeftijd met synchroonzwemmen. Na haar studie aan de Universiteit van Tsukuba trainde ze wekelijks in het overdekte synchroonzwembad dat Kiyohiko Takahashi bij haar thuis in Sakai City had gebouwd. Tijdens haar studie aan de University of Tsukuba Graduate School won ze een bronzen medaille op het duet met Saeko Kimura en een bronzen medaille op het solo-onderdeel tijdens de Olympische Zomerspelen 1984. De coach was Masayo Imura.
Ook is ze bestuurder bij de Internationale Zwemfederatie en zet ze zich in om synchroonzwemmen te populariseren.
In 2009 werd zij directeur van de Japanse Zwemfederatie en voorzitter van het Synchrocomité.
In april 2023 werd Motoyoshi vicevoorzitter van Studentenzaken aan de Universiteit van Tsukuba.